# Guigues IV. (Albon)
Guigues IV., genannt der Delfin (französisch Guigues le Dauphin, lateinisch Guigo (Vuigo) dalphinus Viennensis et Albonis comes; † 28. Juni 1142), war ein Graf von Albon im Viennois aus dem Haus Albon.
Erstmals erscheint der Beiname in einer Urkunde seiner Eltern vom 31. Oktober 1110: ("Hanc donationem quam fecerunt Guigo comes et Maheldis regina uxor sua, donaverunt et laudaverunt similiter filii eorum Guigo dalfinus et Umbertus").
Guigues nannte sich erstmals selbst „Delfin“ (Delfinus) in einer um 1122 an die Abtei von Bonnevaux gerichteten Schenkung. In einem Vertrag mit dem Bischof Hugo II. von Grenoble aus dem Jahr 1140 wiederholte er dies. Dieser Name avancierte unter seinen Nachkommen zur Titulierung, fand als Wappentier Verwendung und gab auch ihrem Land die Bezeichnung „Dauphiné“. Der Titel der französischen Thronfolger ab dem späten Mittelalter ging darauf zurück.
Guigues führte eine Fehde gegen den Grafen von Savoyen. Dabei wurde er bei einem Kampf in der Nähe von La Buissière tödlich verwundet. Er wurde bestattet in der Kathedrale Notre-Dame in Grenoble.
Er war verheiratet mit Clementia/Margarete von Mâcon, einer Tochter des Grafen Stephan Tollkopf von Mâcon. Ihre Kinder waren:
- Guigues V. († 1162), Dauphin von Viennois
- Marquise (1196), ⚭ Graf Wilhelm VII. von Auvergne, Nachkommen sind die Dauphins von Auvergne
- Beatrix, ⚭ Adémar I. de Poitiers, Graf von Valentinois